# Torre Guinigi
La Torre Guinigi è la più importante torre di Lucca, nonché una delle poche rimaste all'interno della città, visitabile con accesso dalla via Sant'Andrea 45.

## Storia
La torre, costruita in pietre e mattoni, è uno dei monumenti più rappresentativi e famosi di Lucca; la sua caratteristica principale è la presenza di alcuni lecci sulla sua sommità.
Ai primi del Trecento, Lucca andava fiera delle oltre 250 torri e dei numerosi campanili che arricchivano la città in epoca medievale, entro una cerchia di mura molto più stretta dell'attuale. I Guinigi, ormai padroni della città, vollero ingentilire le loro severe dimore con una torre alberata, comune ad altri palazzi, che divenne simbolo di rinascita, in cima al simulacro della loro signoria. 
Per volontà dell'ultimo discendente della famiglia, la torre alberata e il palazzo di via Sant'Andrea passarono al comune di Lucca.
Tra le torri medievali, appartenute a famiglie private, essa è l'unica che non sia stata mozzata o abbattuta nel corso del XVI secolo.

## Descrizione
La torre, situata all'angolo tra via Sant'Andrea e via delle Chiavi D'Oro, si innalza per 44,25 metri, distinguendosi da tutti gli edifici del centro storico. Il raggiungimento della cima è permesso da 25 rampe di scale - per complessivi 230 gradini (233 dal livello della strada) - abbastanza agevoli nella prima parte ma non nell'ultima, dove si può continuare a salire solo grazie a rampe metalliche di ridotte dimensioni. Appesi alle pareti interne, è possibile ammirare numerosi quadri raffiguranti scene di vita medievale. Dalla sommità si può ammirare il centro della città, piazza Anfiteatro e il paesaggio delle montagne circostanti, le Alpi Apuane a nord-ovest, gli Appennini a nord-est e il monte Pisano a sud.

### Il giardino pensile
Sulla cima della torre si trova il giardinetto pensile, costituito da un cassone murato riempito di terra, nel quale sono state messe a dimora sette piante di leccio.
Non si sa esattamente quando il giardino fu realizzato, ma in un'immagine contenuta nelle Croniche di Giovanni Sercambi (secolo XV), si può vedere che tra le tante torri di Lucca ve n'era una coronata d'alberi. Si suppone dunque che l'impianto sulla torre Guinigi sia molto antico, anche se i lecci oggi presenti sono stati molto probabilmente ripiantati in tempi più recenti. 

## Altre immagini

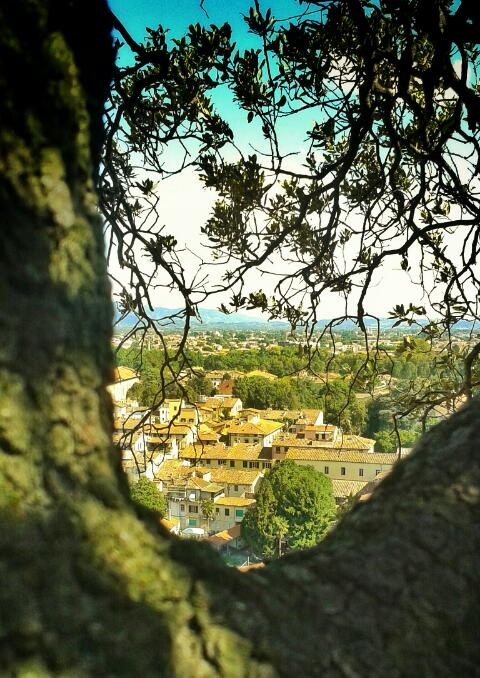
Vista
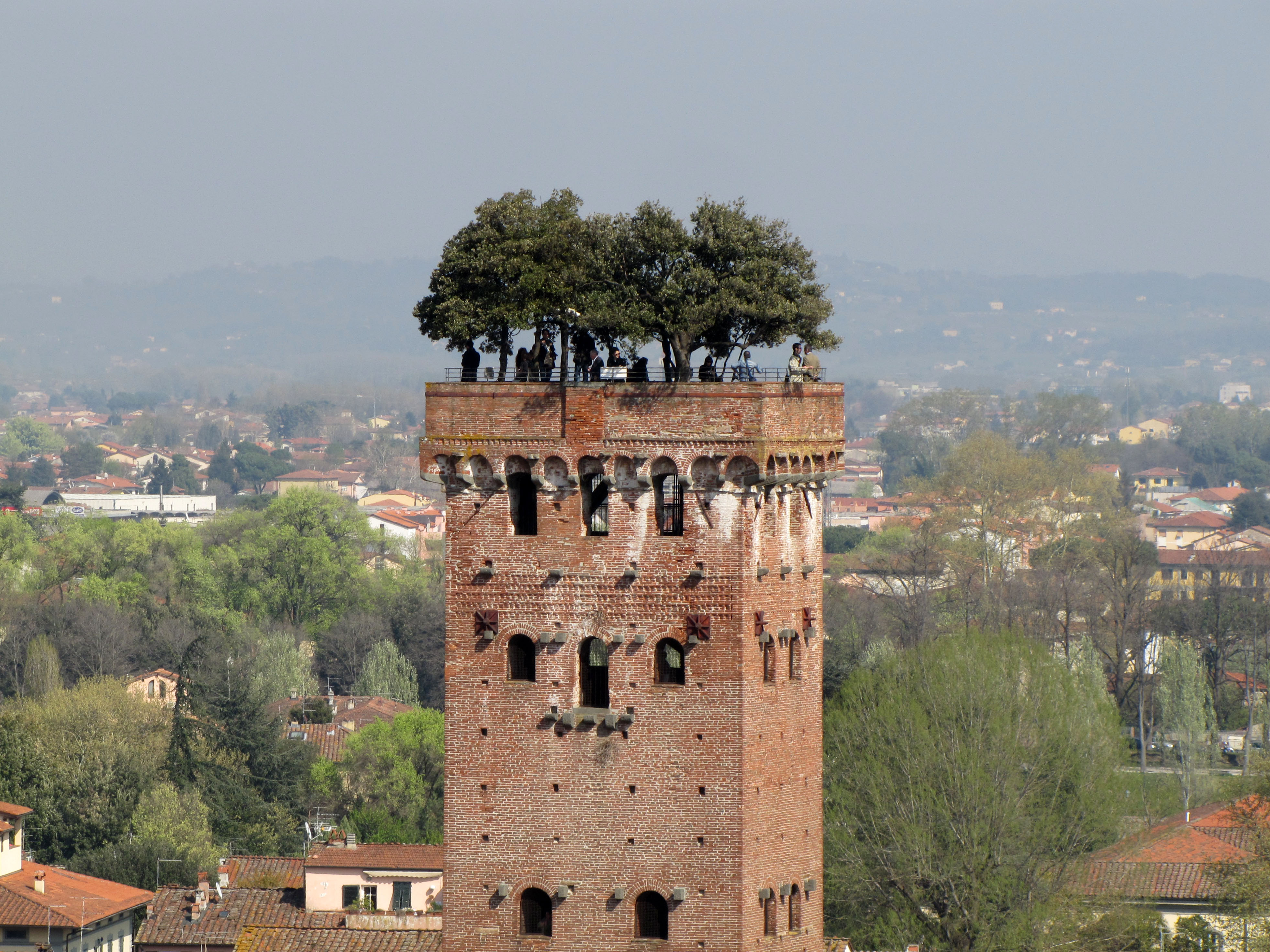
Dettaglio
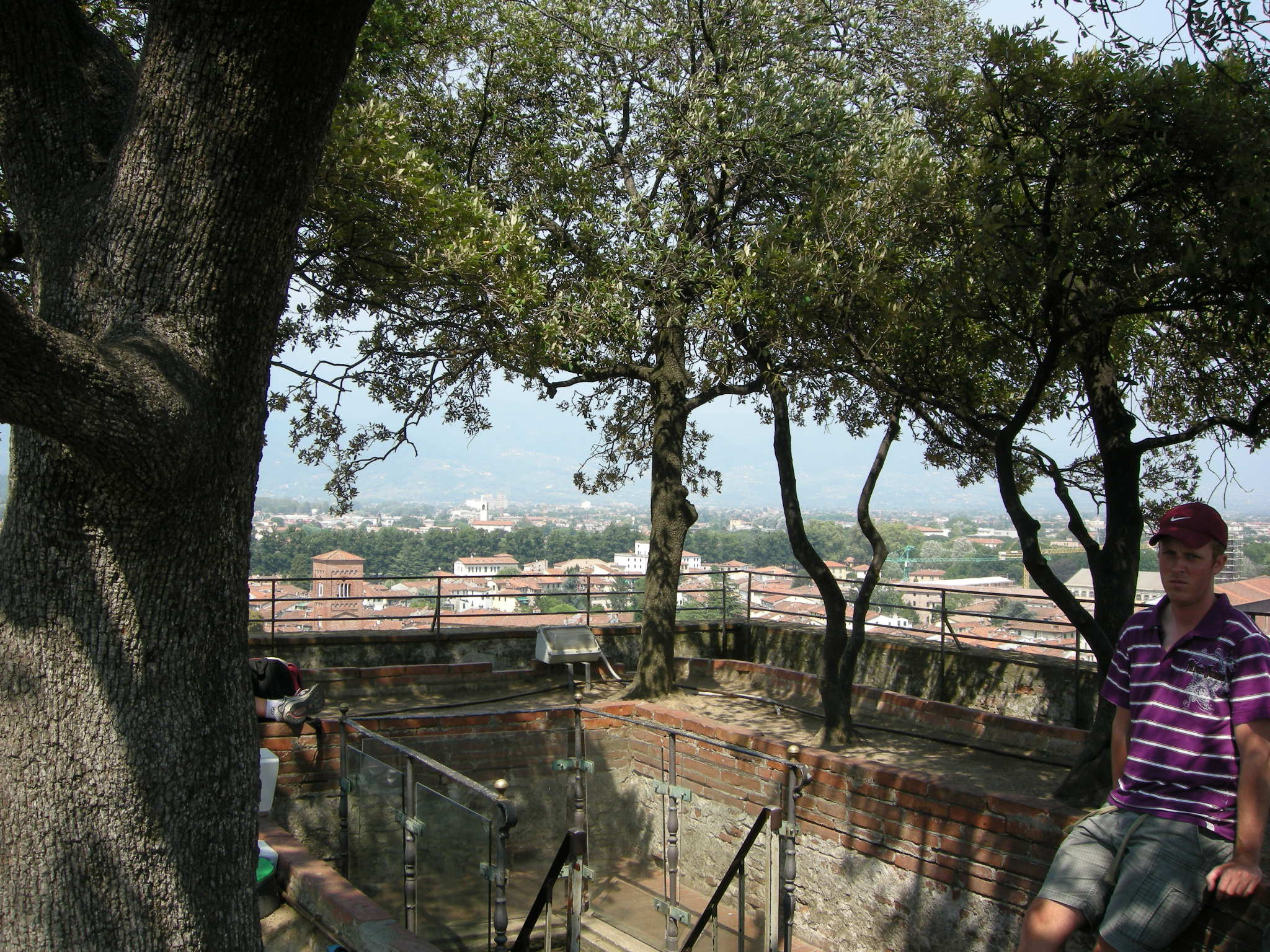
Il minuscolo giardino
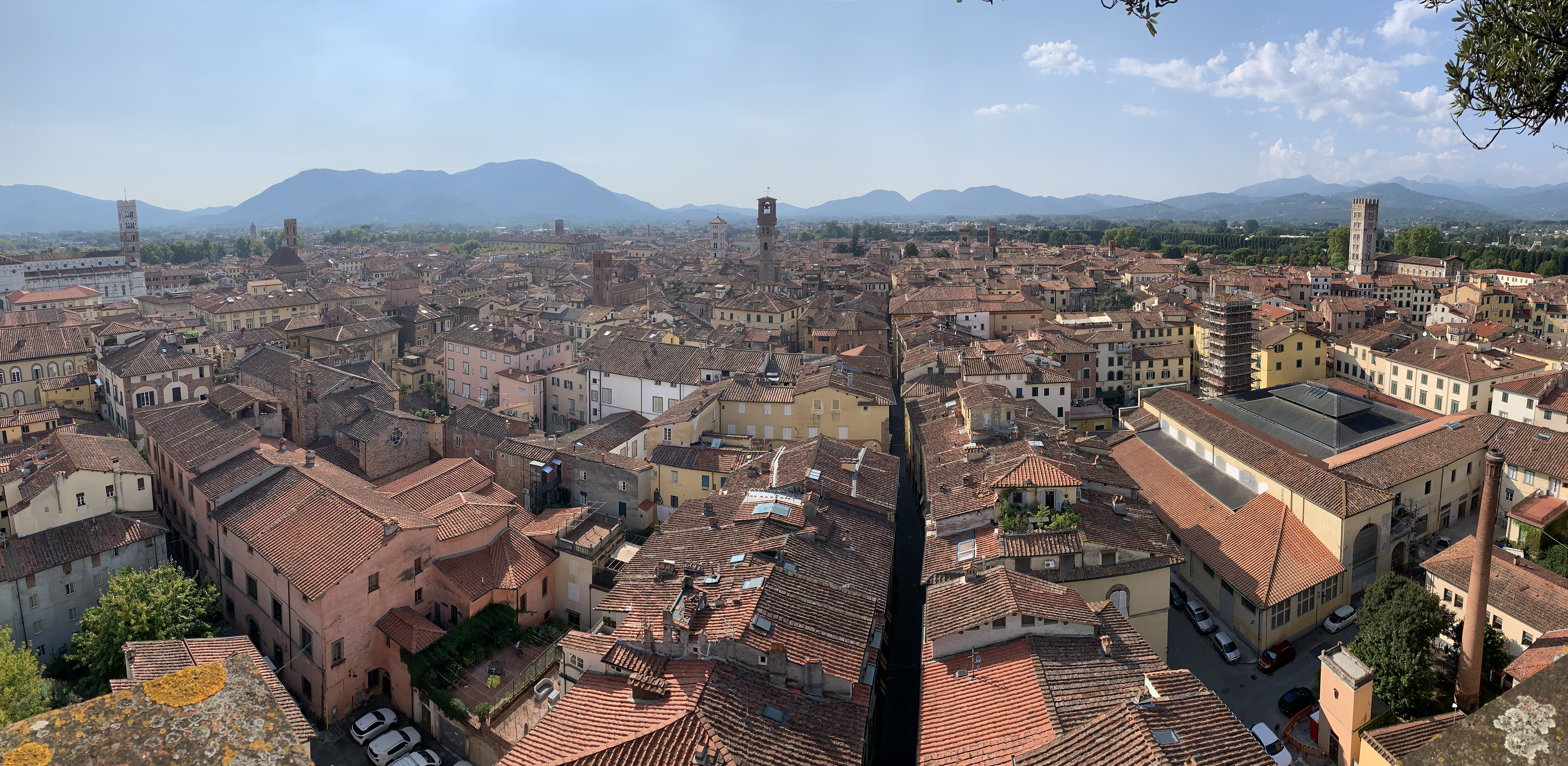
La vista dalla torre Guinigi
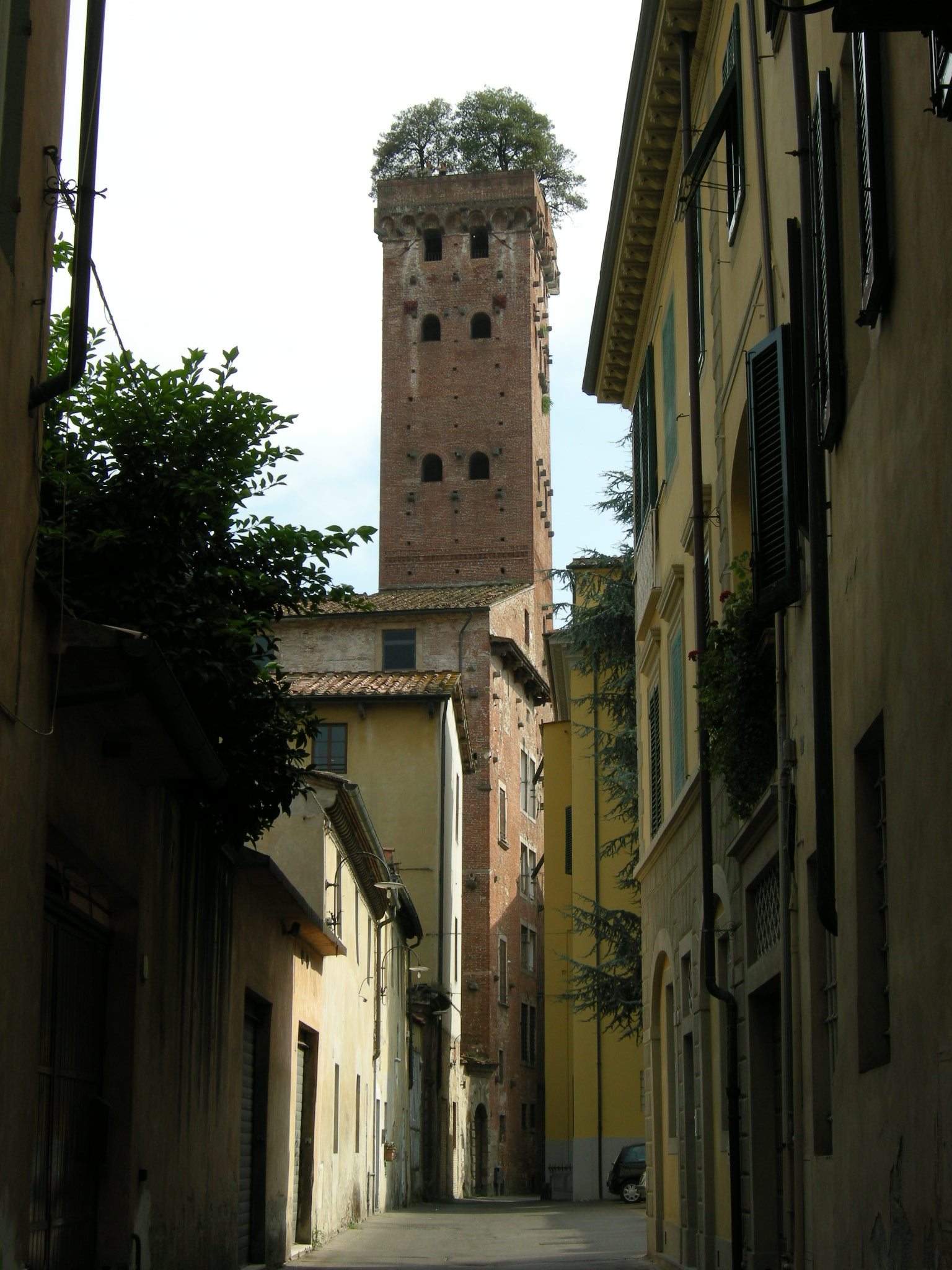
Veduta
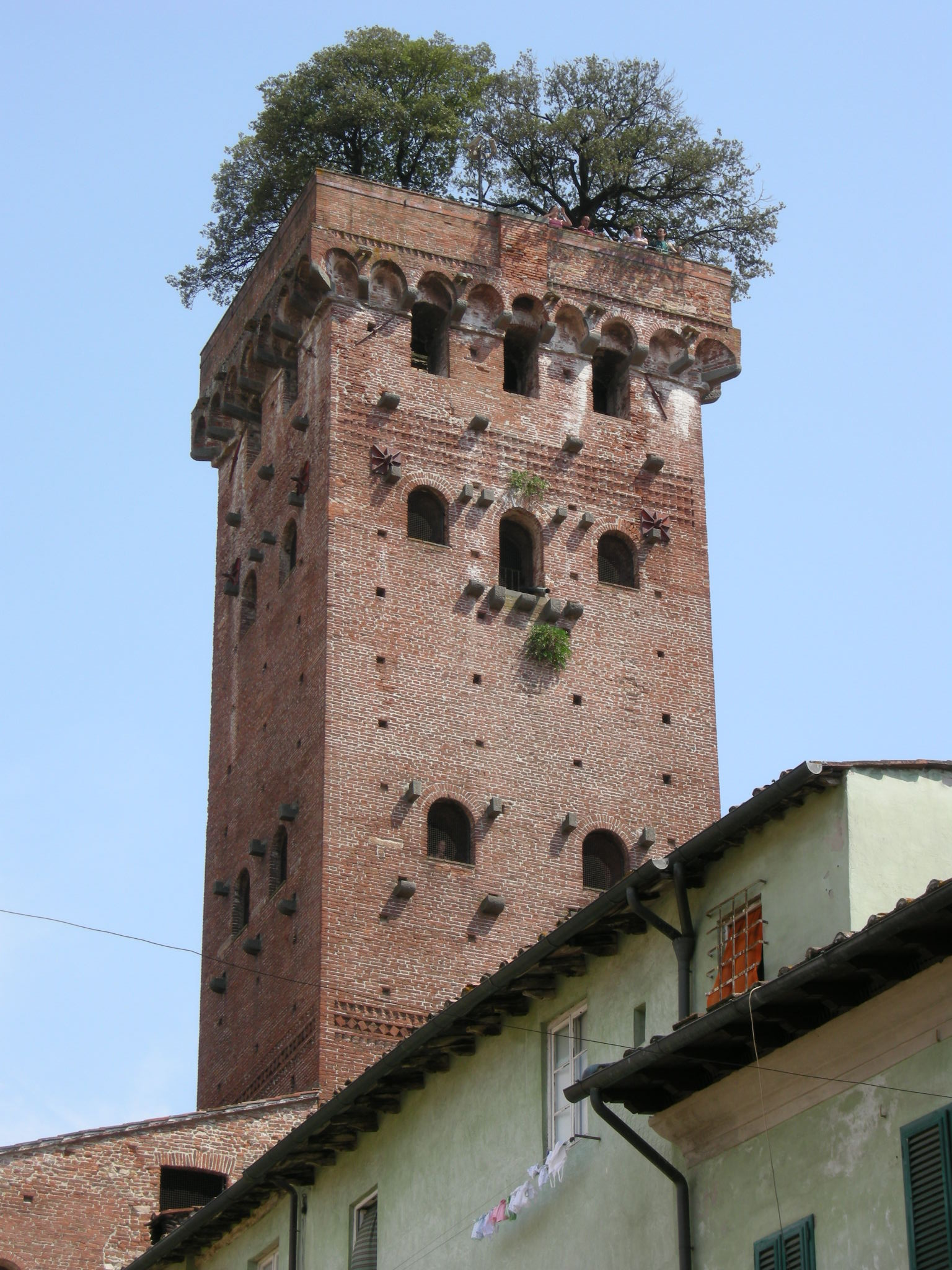
Veduta dal basso
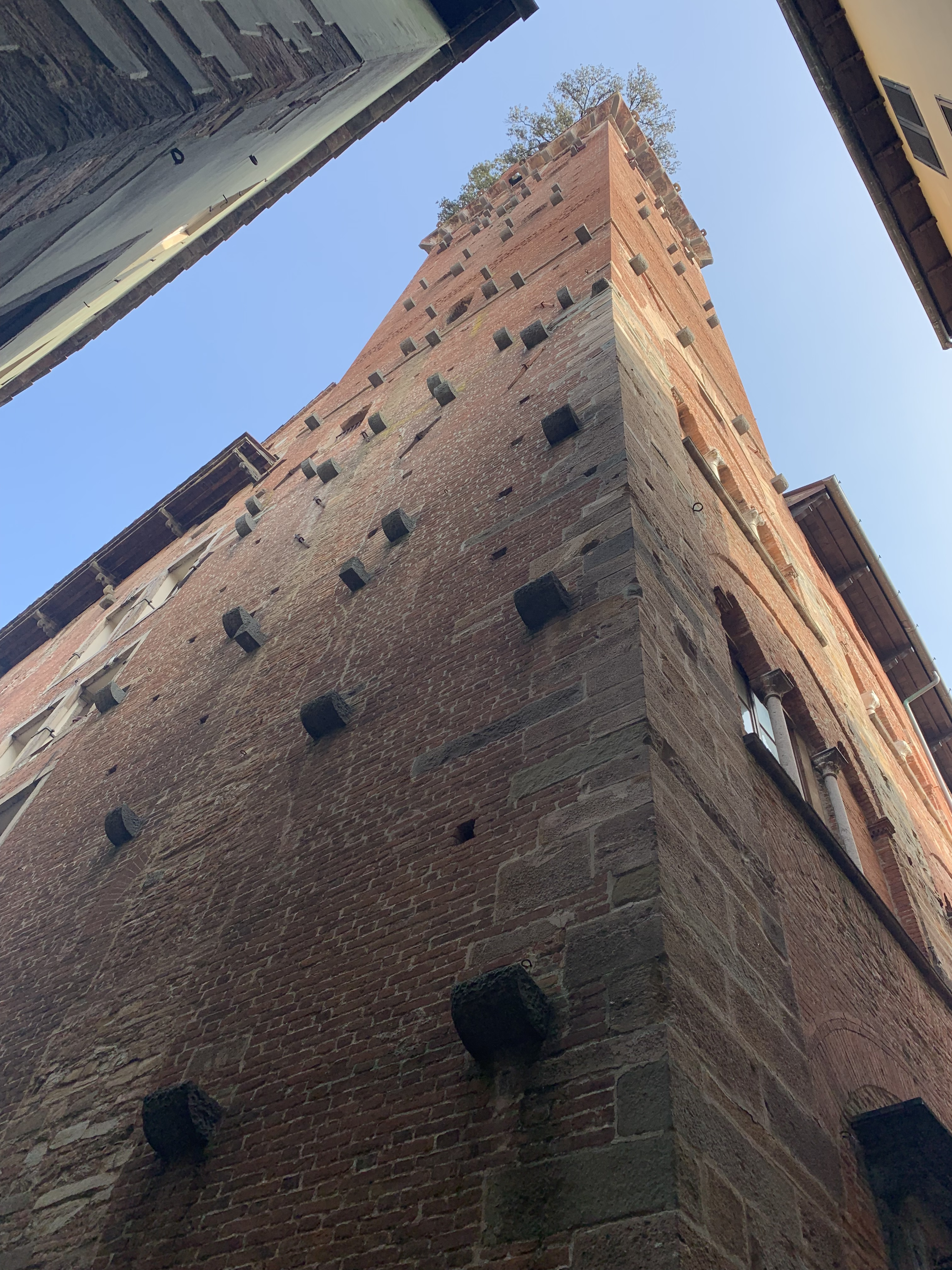
La torre da sotto